# После зиме
После зиме је црногорски играни филм из 2021 године.
Филм је премијерно приказан на фестивалу у Карловим Варима.

## Радња
Филм прати причу о пет пријатеља у својим касним двадесетим, који, расути по остацима бивше Југославије, покушавају да сачувају своја пријатељства, иако их раздвајају километри.
Сви се труде да живе самосталне животе, далеко од патријархалних корена, игноришући лоше економско стање и прошлост региона у коме живе.
Током једне године, од пролећа до зиме, увиђају да им се младост нагло завршава, иако је то логичан резултат ескапизма.
После зиме, свако од њих мора да изгради нов живот за себе.

## Улоге
| Глумац             | Улога |
| ------------------ | ----- |
| Момчило Оташевић   |       |
| Петар Бурић        |       |
| Маја Суша          |       |
| Ана Вучковић       |       |
| Ивона Кустудић     |       |
| Предраг Бјелац     |       |
| Стела Ћетковић     |       |
| Милица Гојковић    |       |
| Владимир Гвојић    |       |
| Теодора Јанковић   |       |
| Бранислав Јевтић   |       |
| Дубравка Ковјанић  |       |
| Милица Мајкић      |       |
| Вуле Марковић      |       |
| Миливоје Обрадовић |       |
| Милош Пејовић      |       |
| Момо Пичурић       |       |
| Бранка Станић      |       |
| Бојан Жировић      |       |